# Жасминовый рис
Жасминовый рис (тайск. ข้าวหอมมะลิ) — длиннозернистый сорт риса, также известный как ароматный рис. Разновидность посевного риса.

## Описание
Аромат данного риса, напоминающий запах пандана (Pandanus amaryllifolius) и попкорна, обусловлен естественным производством рисом ароматических соединений, из которых наиболее заметным является 2-ацетил-1-пирролин. Быстрая потеря интенсивности аромата приводит к тому, что многие жители Юго-Восточной Азии и ценители предпочитают каждый год свежесобранный «новый урожай» жасминового риса.
Жасминовый рис выращивается в основном в Таиланде, Камбодже, Лаосе и на юге Вьетнама. При приготовлении получается влажным и мягким по текстуре, со слегка сладковатым вкусом. Зерна слипаются и становятся несколько клейкими при приготовлении, хотя не настолько, как у клейкого риса, поскольку в нём меньше амилопектина. Он примерно в три раза клейче американского длиннозерного риса.
Чтобы собрать жасминовый рис, его длинные стебли срезают и обмолачивают. Затем рис можно оставить в шелушенном виде, называемом рисом-сырцом, очистить от шелухи, чтобы получить коричневый рис, или размолоть, чтобы удалить отруби, и получить белый рис. Белый рис часто предпочитают из-за вкуса, текстуры и лёгкости пищеварения.